# Baiano (miasto)
Baiano – miejscowość i gmina we Włoszech, w regionie Kampania, w prowincji Avellino.
Według danych na 1 stycznia 2022 roku gminę zamieszkiwały 4454 osoby (2151 mężczyzn i 2303 kobiety).